# Robert Tijdeman
Robert Tijdeman (né le 30 juillet 1943 à Oostzaan, en Hollande-Septentrionale) est un mathématicien néerlandais. Spécialisé en théorie des nombres, il est surtout connu pour son théorème de Tijdeman. Il est professeur de mathématiques à l'université de Leyde depuis 1975, et a été président du département de mathématiques et d'informatique de Leyde de 1991 à 1993. Il a également été président de la Société mathématique néerlandaise de 1984 à 1986.
Tijdeman a reçu son doctorat en 1969 de l'université d'Amsterdam, Il a reçu un doctorat honorifique de l'université de Debrecen en 1999. En 1987, il a été élu à l'Académie royale néerlandaise des arts et des sciences.